# Polystachya leucosepala
Polystachya leucosepala är en orkidéart som beskrevs av Phillip James Cribb. Polystachya leucosepala ingår i släktet Polystachya och familjen orkidéer. Inga underarter finns listade i Catalogue of Life.